# ريكو روجرز
ريكو روجرز (بالإنجليزية: Rico Rogers)‏ هو دراج نيوزلندي، ولد في 25 أبريل 1978 في بالميرستون نورث في نيوزيلندا.

## وصلات خارجية
- ريكو روجرز على موقع الاتحاد الدولي للدراجات (الإنجليزية)
- ريكو روجرز على موقع أرشيف الدراجات (الإنجليزية)
- ريكو روجرز على موقع إحصائيات الدراجات الإحترافية (الإنجليزية)
- ريكو روجرز على موقع نسبة الدراجات (الإنجليزية)